# Krauthausen (Thüringen)
Krauthausen is een gemeente in de Duitse deelstaat Thüringen, en maakt deel uit van de Wartburgkreis.
Krauthausen telt 1.578 inwoners. De gemeente omvat verder de dorpen Lengröden, Pferdsdorf, Spichra en Ütteroda.

## Het dorp

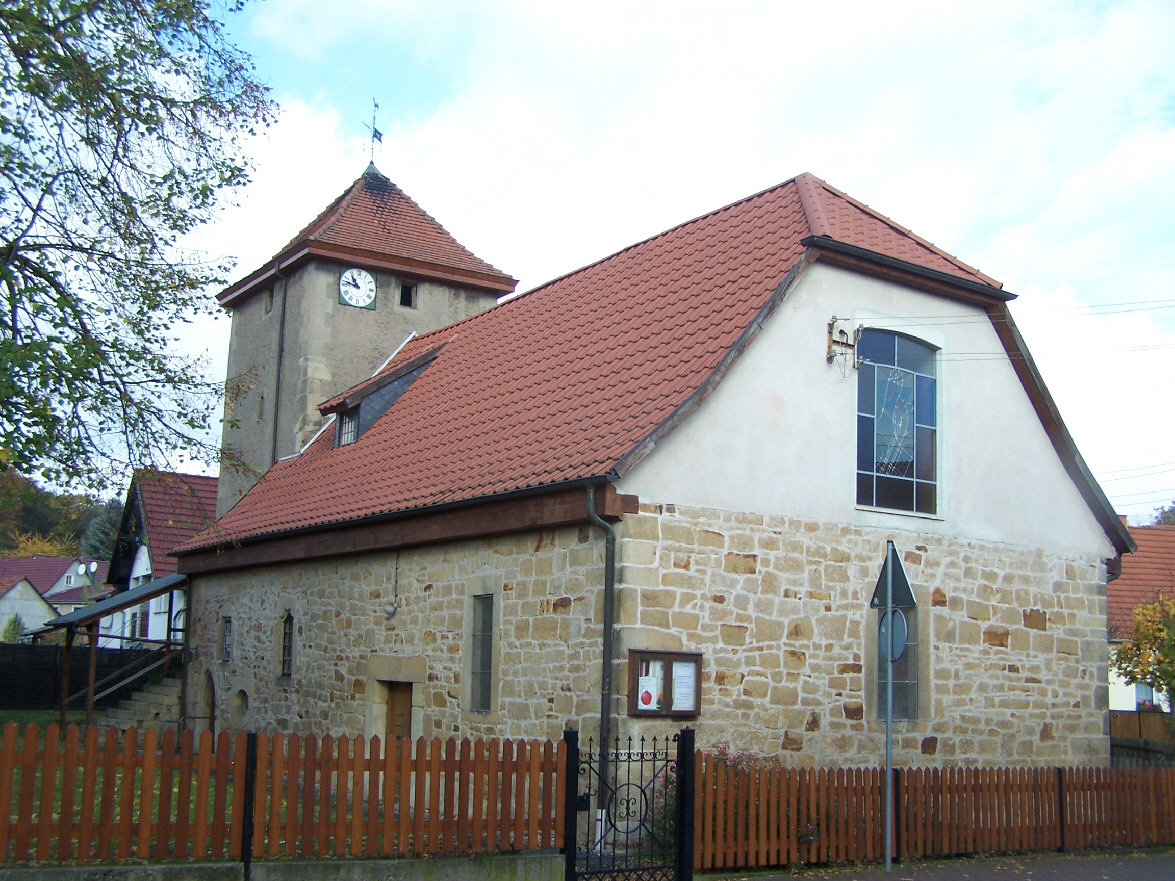
Dorpskerk

Krauthausen wordt voor het eerst genoemd in een oorkonde uit 1250. De dorpskerk werd gebouwd tussen 1709 en 1717. De toren is aanzienlijk ouder.
Amt Creuzburg ·
Bad Liebenstein ·
Bad Salzungen ·
Barchfeld-Immelborn ·
Berka v. d. Hainich ·
Bischofroda ·
Buttlar ·
Dermbach ·
Eisenach ·
Empfertshausen ·
Geisa ·
Gerstengrund ·
Gerstungen ·
Hörselberg-Hainich ·
Kaltennordheim ·
Krauthausen ·
Krayenberggemeinde ·
Lauterbach ·
Leimbach ·
Nazza ·
Oechsen ·
Ruhla ·
Schleid ·
Seebach ·
Treffurt ·
Unterbreizbach ·
Vacha ·
Weilar ·
Werra-Suhl-Tal ·
Wiesenthal ·
Wutha-Farnroda